# Château de Vicopisano
Le château de Vicopesano (en italien : rocca di Vicopisano ou encore rocca del Brunelleschi) est une ancienne forteresse médiévale qui se trouve dans la commune de Vicopisano dans la province de Pise.

## Histoire
La première citation attestée d'une fortification dans la bourg de Vicopisano date de 975, sous le nom castellum ou castrum Auseris Sala, puis Auserissola, mais étant donné sa position stratégique, à courte distance d'un bras du Serchio, l'Auser, et de l'Arno, il est probable que l'enchâtellement remonte au moins au siècle précédent. Dans cette hypothèse, il aurait été créé à l'initiative d'une famille de comtes, les Obertenghi, qui commencent à se défaire de leurs biens dans la région à la fin du Xe siècle, cédant des biens et des droits à différentes organisations ecclésiastiques.

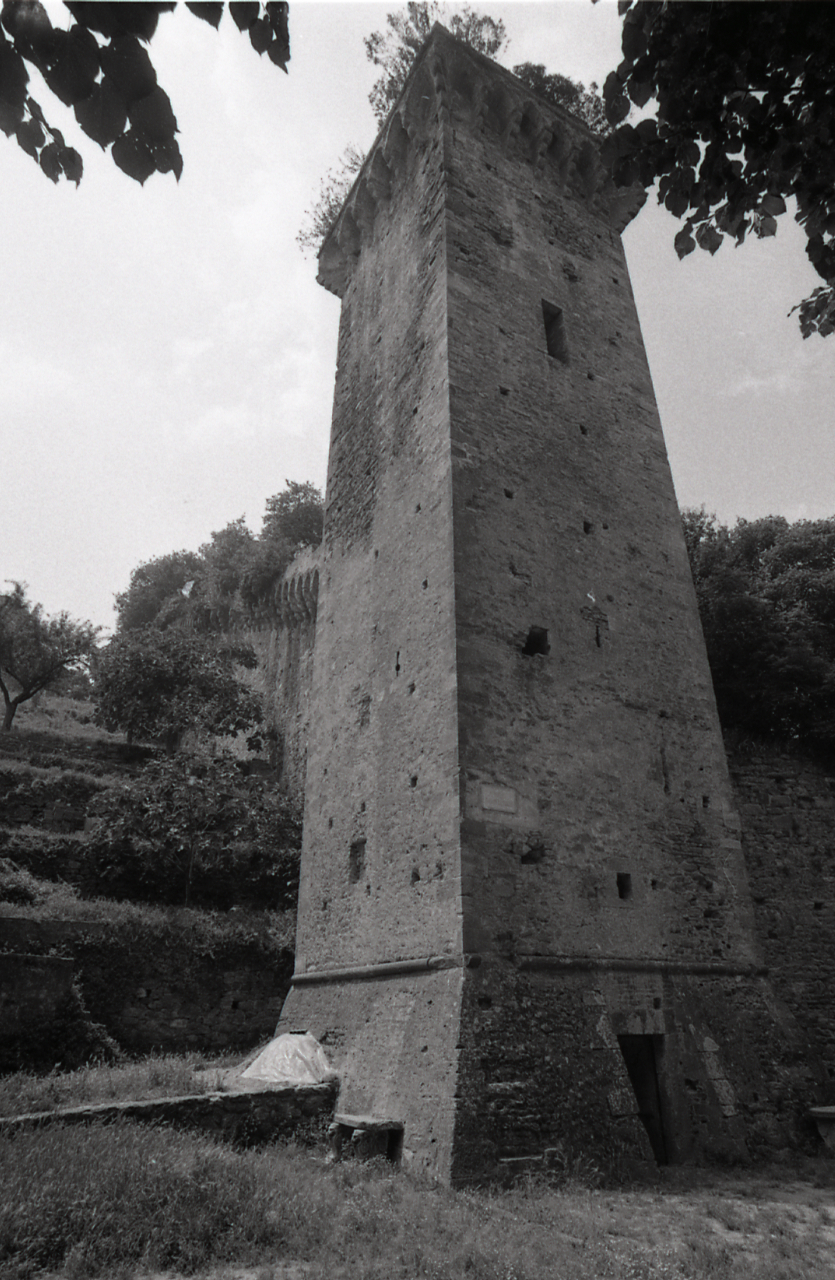
La tour, photo par Paolo Monti, 1975

En 1138, Vicopisano est définitivement sous la juridiction de l'évêque de Pise. À plusieurs reprises, il est la cible de tentatives d'autonomie de la part des habitants de Vicopisano, qui doivent toutefois se soumettre au pouvoir ecclésiastique, puis militaire, de Pise.
Initialement limité au col, le château s'étend ensuite pour englober les deux bourgs qui ont surgi à ses pieds (Maggiore e Maccioni), jusqu'à devenir vers la fin du XIIIe siècle une agglomération d'une certaine importance pour Pise. À partir de la fin du XIIe siècle, la ville de Pise s'était substituée à l'évêque le Pise pour le contrôle du château, qui s'est ainsi retrouvé fermement lié au devenir de la république, entrant dans les contentieux entre guelfes et gibelins, ainsi que dans les disputes territoriales entre Pise, Lucques, et ensuite Florence.
La forteresse d'origine est cité en 1330, mais se trouvait, à la différence de l'actuelle, dans un emplacement désavantageux au pied du col, là où se trouve actuellement la mairie, qui englobe une bonne partie des fortifications médiévales.
En 1406, Vicopisano est assiégé par les Florentins pendant huit mois, jusqu'à ce que, le 14 juillet, le château se rende à cause de la faim. On raconte que pendant le siège, les Florentins utilisent aussi une galère, qui, en remontant l'Arno, participe au blocus fluvial des éventuels secours : le cours d'eau, de fait, courait à l'époque sous les murs orientaux de la fortification. La chute de Vicopisano est le prélude à la conquête de Pise, en octobre de la même année. Une fois conquis cet important nœud stratégique, qui permet de contrôler tout le val d'Arno inférieur jusqu'à San Miniato al Tedesco, Florence chargea le plus célèbre architecte de l'époque, Filippo Brunelleschi, de remettre en chantier les fortifications. Les travaux, commencés en 1435, se terminent en 1440.
En 1495, Pise et son comté se rebellent contre les Florentins, chassant les militaires de garnison et résistant aux tentatives de reconquête jusqu'en 1498. À cette date, Vicopisano est repris et reste, avec des hauts et des bas, sous le contrôle de Florence jusqu'à l'unité de l'Italie. Ayant perdu son importance militaire, la forteresse est abandonnée, puis cédée à des personnes privées. Passée à la famille Fehr Walser, elle rejoint le domaine de villa Fehr (it) et est restaurée en 1995.

## Description
La forteresse se compose d'un donjon de côté d'environ 15 mètres comportant une tour angulaire de 31 mètres de haut construite au point le plus élevé. Une muraille relie le donjon à une des tours du mur, la torre dei selvatici (tour des sauvages). En suivant une muraille longue de 60 mètres, on pouvait rejoindre la torre del Soccorso (tour du secours), à la base du col de Vicopisano. Cette tour communiquait avec l'Arno de façon à pouvoir recevoir de l'aide pendant les sièges. L'enceinte proprement dite aux pieds de la colline est fortifiée avec des tours à base circulaire et carrée, mais il n'en reste que le tronçon septentrional. Autrefois, un pont-levis s'ouvrait dans la muraille de liaison.
Le commandant et les sentinelles habitaient dans le donjon sur six niveaux. Des citernes et des magasins garantissaient les moyens de subsister pendant les sièges prolongés. L'ensemble, qui exploite au mieux la conformation du terrain, compose un système défensif compact.

### Source de la traduction
- (it) Cet article est partiellement ou en totalité issu de l’article de Wikipédia en italien intitulé « Castello di Vicopesano » (voir la liste des auteurs).